# 通行止め

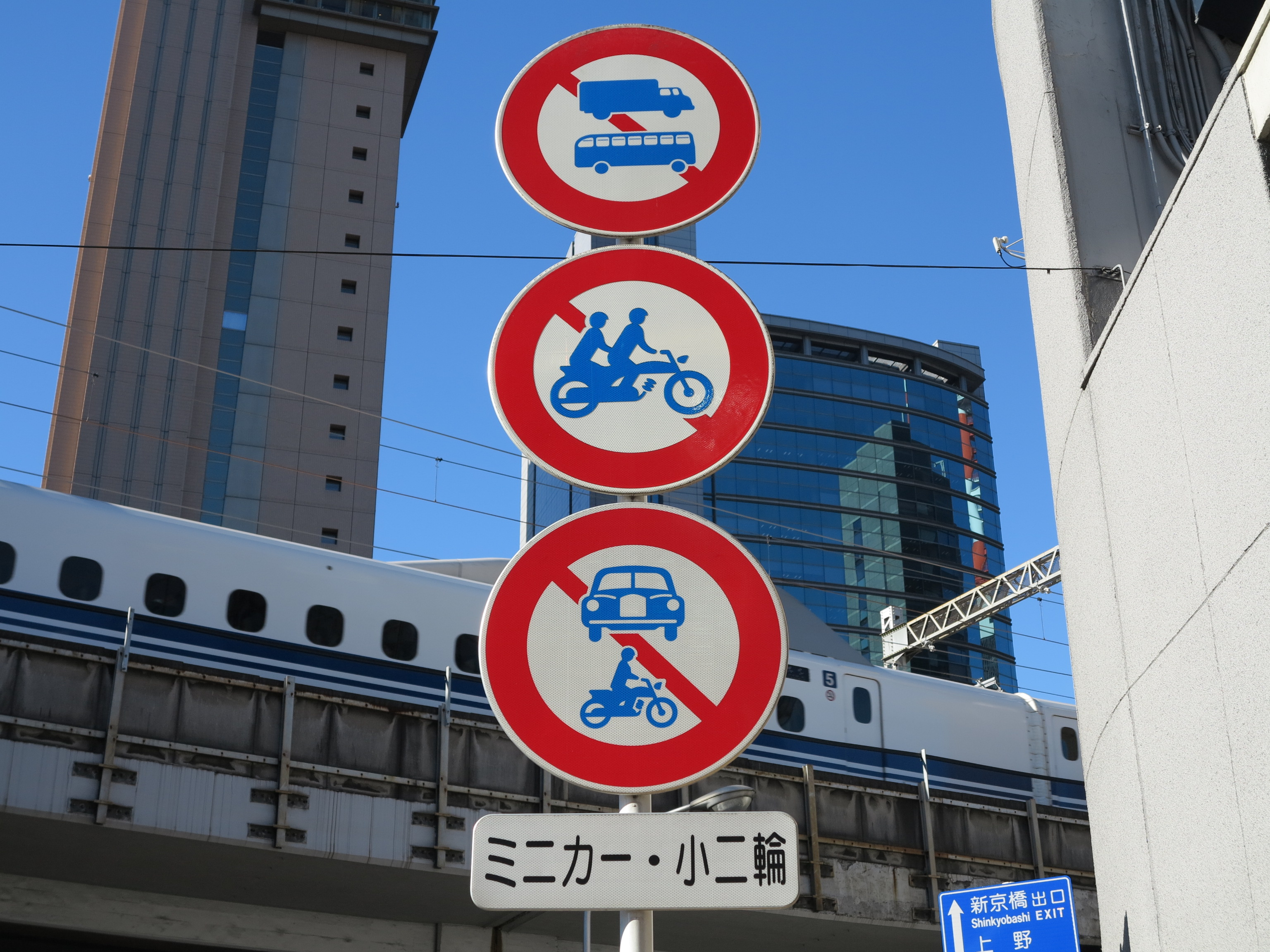
車両（組合せ）通行止め（310）2種類

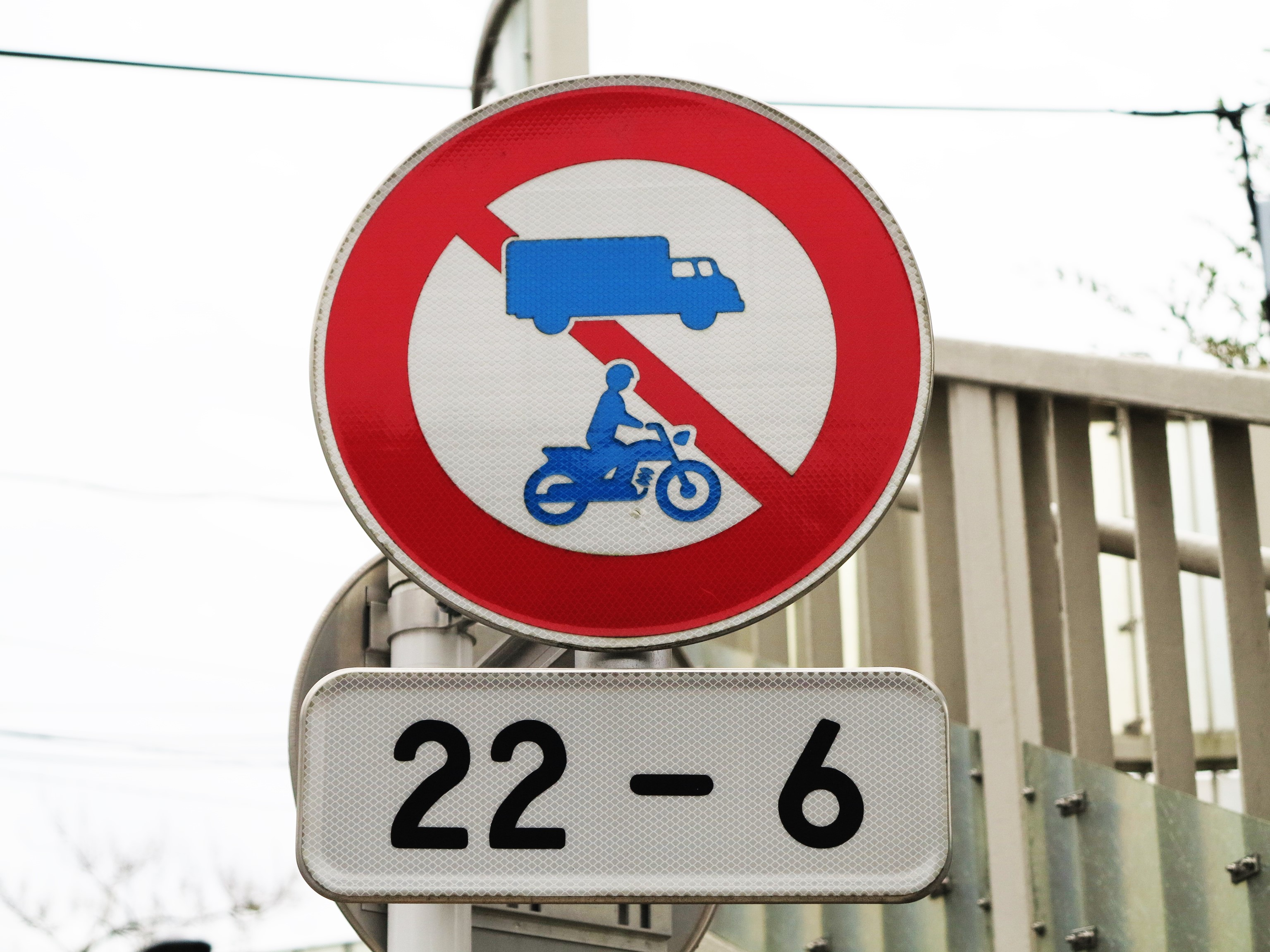
車両（組合せ）通行止め（310）

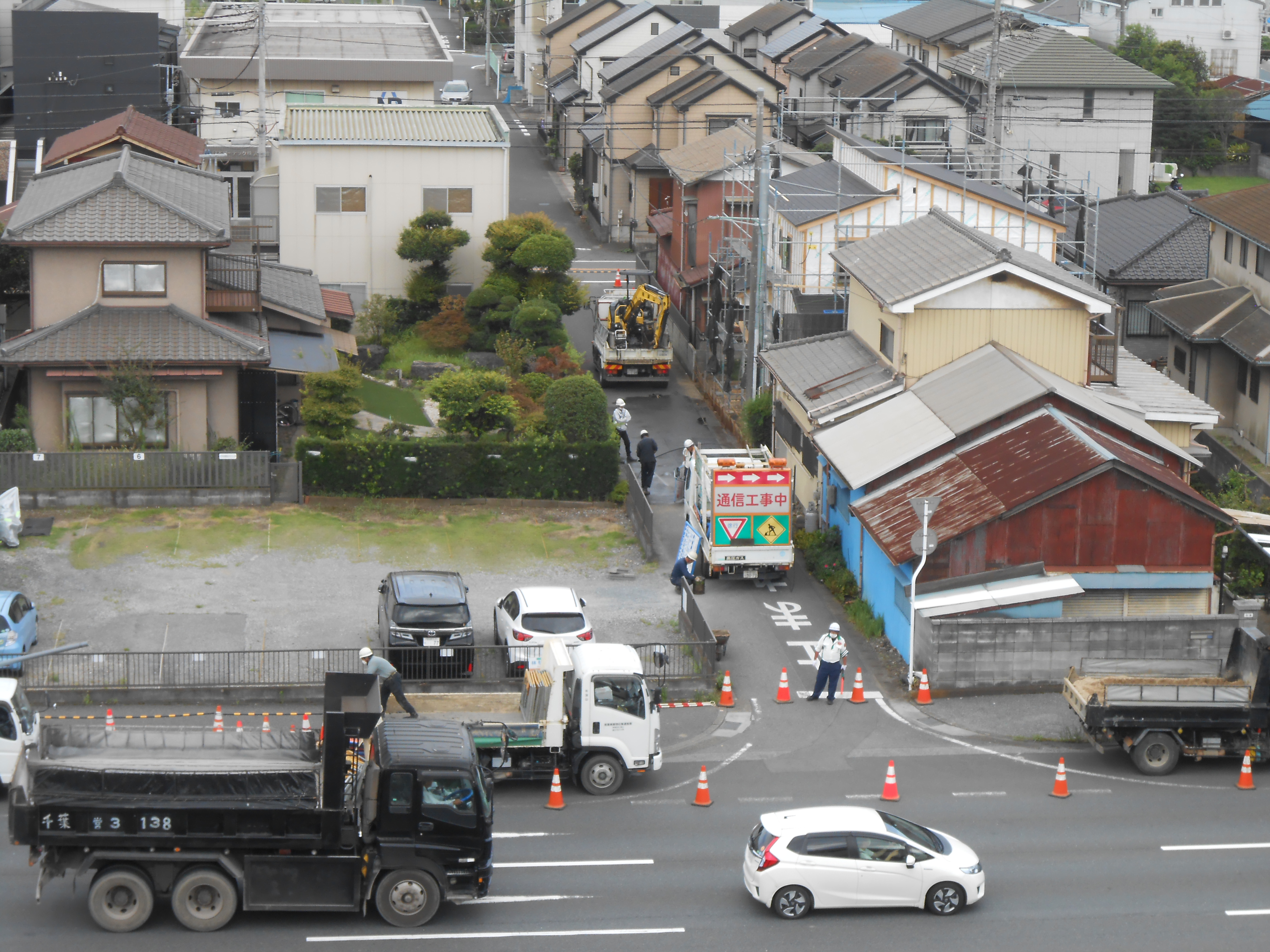
電気通信工事のために道路の通行止めを行っている様子。

通行止め（つうこうどめ）とは、道路で、歩行者や車両等の通行を禁止することである。

## 道路標識
日本において通行止めの規制をする場合には、図示の各種の道路標識を、規制をする道路の両端に設置して行うことが基本である。

### 規制主体
道路交通法第4条に基づき都道府県公安委員会または方面公安委員会（以下、単に「公安委員会」）や第5条第1項に基づき警察署長が道路標識等を設置して行う場合、道路法第46条に基づき道路管理者が道路標識等を設置して行う場合がある。
また、公安委員会または警察署長は、緊急のためなどにより道路標識等の設置が間に合わない場合には、警察官の現場における指示により、通行止めの規制をすることができる。また、警察官は、危険の防止や渋滞の解消など特に理由があり緊急を要する場合には、現場における判断により通行止めの規制をすることができる。
道路管理者が任命した道路監理員は、道路保全や危険防止のために必要な限度において、一時的に道路の通行を禁止し、又は制限することができる。

### 通行止め道路標識の例

通行止め (301)
車両通行止め (302)
二輪の自動車以外の自動車通行止め (304)
大型貨物自動車等通行止め (305)
特定の最大積載量以上の貨物自動車等通行止め (305の2)
大型乗用自動車等通行止め (306)
二輪の自動車・一般原動機付自転車通行止め (307)
自転車以外の軽車両通行止め (308)
特定小型原動機付自転車・自転車通行止め (309)
車両(組合せ)通行止め (310)
危険物積載車両通行止め (319)
重量制限 (320)
高さ制限 (321)
最大幅 (322)
歩行者通行止め (331)

### 適用
- 「通行止め(301)」は、歩行者も含め、車両、路面電車全てが対象となる。
- 「車両通行止め(302)」は、歩行者以外の全ての車両が対象となる。実質的には「歩行者専用 (325の4)」と同じ効力を持つ。
- 「二輪の自動車以外の自動車通行止め(304)」は、二輪の自動車以外の自動車、すなわち三輪以上の自動車が対象となる。一般原動機付自転車は何輪であっても対象外だが、ミニカー、小型特殊自動車は対象となる。なお、側車付き自動二輪・特定二輪車は対象外で、構造上三輪以上（トライク）は対象となる。
- 「大型貨物自動車等通行止め(305)」は、大型貨物自動車、特定中型貨物自動車と大型特殊自動車が対象となる。
- 「特定の最大積載量以上の貨物自動車等通行止め(305の2)」は、貨物自動車（大型、特定中型、中型、準中型、普通）および大型特殊自動車であって、図示の最大積載量「以上」のものが対象となる。（※車両重量、車両総重量や実際の総重量ではない）
- 「大型乗用自動車等通行止め(306)」は、大型乗用自動車、特定中型乗用自動車が対象となる。
- 「二輪の自動車・一般原動機付自転車通行止め(307)」は、自動二輪車と一般原動機付自転車が対象となる。側車付き自動二輪・特定二輪車は対象となるが、構造上三輪以上（トライク）の自動車は対象外である。
- 「自転車以外の軽車両通行止め(308)」は、自転車以外の軽車両が対象となる。具体的には荷車、手押しの台車、人力車、そり、牛馬など。[注釈 1]
- 「特定小型原動機付自転車・自転車通行止め(309)」は、特定小型原動機付自転車と自転車が対象となる。[注釈 2]この標識があって歩行者の通行が禁止されていない場合、自転車は手押しの状態でのみ通行可能である。
- 「車両（組合せ）通行止め(310)」は、記号によって図示される種類の車両が対象となる。よくあるのは、「二輪の自動車以外の自動車」と「二輪の自動車・一般原動機付自転車」の組み合わせ、「大型貨物自動車等」と「大型乗用自動車等」の組み合わせ、「自転車以外の軽車両」と「自転車」の組み合わせである。
- 「危険物積載車両通行止め(319)」は、道路法に規定する危険物を積載する車両の通行を禁止する（水底トンネル等における危険物積載車両の通行禁止・制限）。
- 「重量制限(320)」は、実際の総重量が図示の重量を「超える」全車両が対象となる。（※車両重量、車両総重量や最大積載量ではない）
- 「高さ制限(321)」は、積載物を含む実際の高さが図示の高さを「超える」全車両が対象となる。
- 「最大幅(322)」は、積載物を含む実際の幅が図示の幅を「超える」全車両が対象となる。
- 「歩行者通行止め(331)」は、歩行者だけが対象となる。自転車の通行が禁止されていない道路にこの標識がある場合、自転車を手押しで通行するのは禁止である[注釈 3]。

### 時間帯による違い
僻地で通行閑散な狭隘道路や観光地の道路等において特定の時間帯、または暴走族や走り屋対策として深夜時間帯などに（車両）通行止めの規制をしている事がある。

## 危険運転致死傷罪の適用
自動車運転死傷行為処罰法（平成25年11月27日法律第86号）の施行により、自動車・原動機付自転車を運転し、通行禁止の規制に違反して交通事故を起こし人を死傷させた者は、危険運転致死傷罪（通行禁止道路運転）として、最長で20年以下の懲役（加重により最長30年以下）に処され、また運転免許は基礎点数45 - 62点により免許取消・欠格期間5～8年の行政処分を受けることとなっている。
ただし、「通行止め (301)」、「車両通行止め (302)」やその他の通行止め標識であって、自動車・一般原動機付自転車に対して遍く通行止めとするものであり、かつ、公安委員会が設置した道路標識または道路標示であることが要件である。（後述）

## 通行止め規制における規制主体

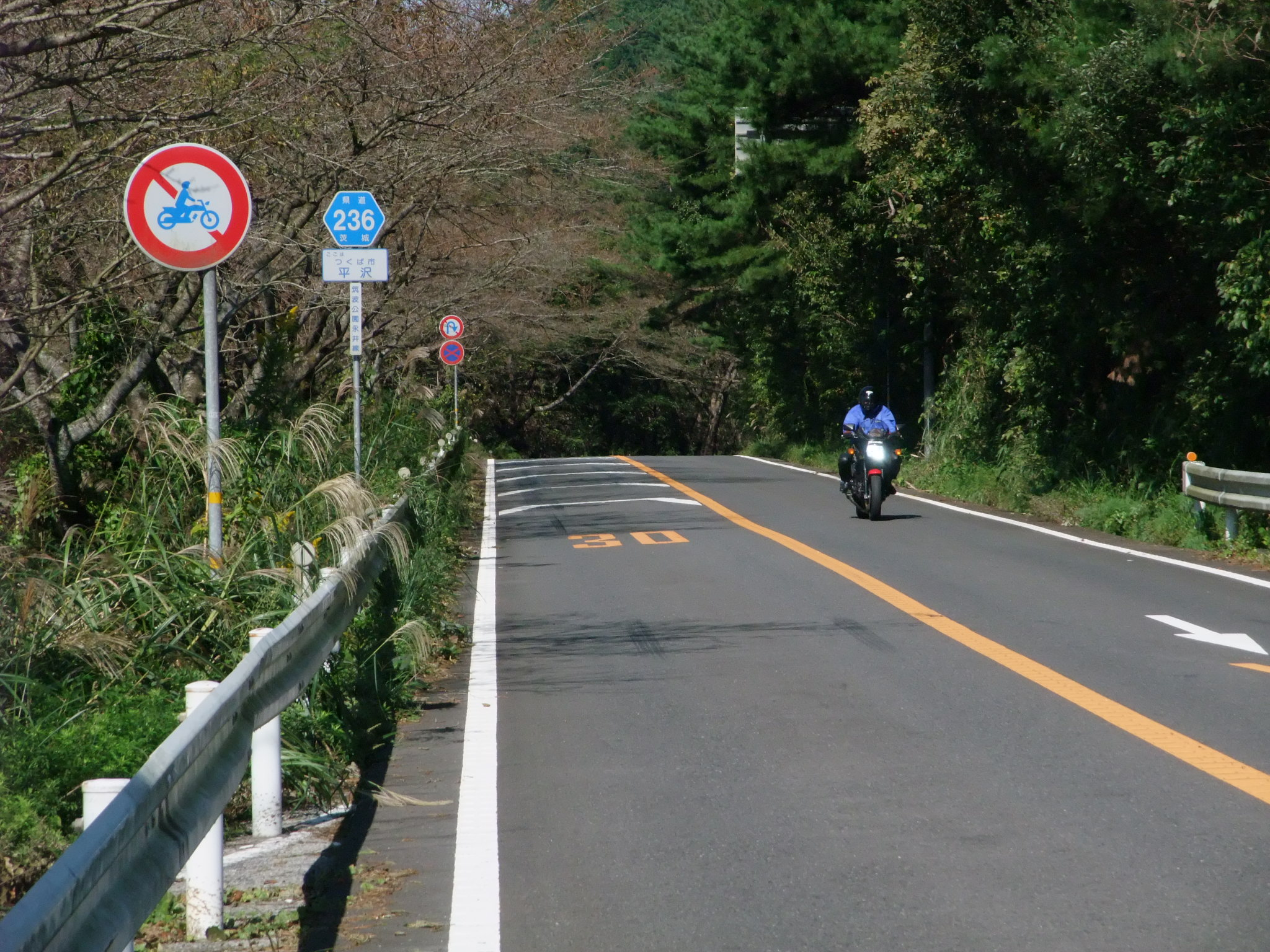
「二輪の自動車・一般原動機付自転車通行止め (307)」の標識が設置されている道路（表筑波スカイライン）を通行する二輪車。この場合は「通行禁止違反」となる。

道路標識は、設置主体によって適用法令および実体効果が異なる場合がある。
前述の#規制主体のとおり、道路標識、区画線及び道路標示に関する命令により、道路標識（または道路標示）は、公安委員会が設置するものと、道路管理者が設置するものに大別される。それぞれの場合の実体効果について下記する。
現状では、これらの道路標識を一見しても設置主体が判然とせず、道路標識の設置状況を官公署等で書類調査しないといけない（現場においては実体効果が予測困難）場合がままある。
基本的に、公安委員会が設置する道路標識等の場合は、前掲の通行止め規制の多くは道路交通法第8条により、その規制に違反すると「通行禁止違反」となる。道路管理者が設置する道路標識の場合は、道路法違反または車両制限令に基づく道路法違反となる。
以降は、公安委員会が設置した場合と、道路管理者が設置した場合とで、適用法令および実体効果が実際に大きく異なるものについて挙げる。
| 名称                                       | 番号         | 公安委員会 | 道路管理者 |
| ------------------------------------------ | ------------ | ---------- | ---------- |
| 通行止め                                   | 301          | ○          | ○          |
| 車両通行止め                               | 302          | ○          | ○          |
| 車両進入禁止                               | 303          | ○          | ○          |
| 二輪の自動車以外の自動車通行止め           | 304          | ○          | ○          |
| 大型貨物自動車等通行止め                   | 305          | ○          |            |
| 特定の最大積載量以上の貨物自動車等通行止め | 305の2       | ○          |            |
| 大型乗用自動車等通行止め                   | 306          | ○          |            |
| 二輪の自動車・一般原動機付自転車通行止め   | 307          | ○          |            |
| 自転車以外の軽車両通行止め                 | 308          | ○          |            |
| 特定小型原動機付自転車・自転車通行止め     | 309          | ○          |            |
| 車両（組合せ）通行止め                     | 310          | ○          | ○          |
| 指定方向外進行禁止                         | 311-A - F    | ○          | ○          |
| 危険物積載車両通行止め                     | 319          |            | ○          |
| 重量制限                                   | 320          | ○          | ○          |
| 高さ制限                                   | 321          | ○          | ○          |
| 最大幅                                     | 322          |            | ○          |
| 自動車専用                                 | 325          |            | ○          |
| 自転車専用                                 | 325の2       | ○          | ○          |
| 自転車及び歩行者専用                       | 325の3       | ○          | ○          |
| 歩行者専用                                 | 325の4       | ○          | ○          |
| 許可車両専用                               | 325の5-A - C |            | ○          |
| 許可車両（組合せ）専用                     | 325の6       |            | ○          |
| 一方通行                                   | 326-A - B    | ○          | ○          |
| 自転車一方通行                             | 326の2-A - B | ○          | ○          |
| 徐行                                       | 329-A - B    | ○          | ○          |
| 歩行者通行止め                             | 331          | ○          |            |

### 特定小型原動機付自転車・自転車専用、自転車歩行者専用および歩行者専用
以下の道路標識は、それぞれ自転車専用道路、自転車歩行者専用道路、歩行者専用道路（歩行者天国）において設置される。

特定小型原動機付自転車・自転車専用 (325の2)
自転車等及び歩行者専用 (325の3)
歩行者専用 (325の4)

#### 公安委員会が設置した場合
- 「特定小型原動機付自転車・自転車専用 (325の2)」は、特定小型原動機付自転車・普通自転車以外の車両、および歩行者の通行を禁止する。[注釈 6]
- 「自転車等及び歩行者専用 (325の3)」は、特定小型原動機付自転車・普通自転車以外の車両の通行を禁止する。[注釈 7]
- 「歩行者専用 (325の4)」は、「歩行者の通行の安全と円滑を図るため」、車両の通行を禁止する。歩行者専用道路も参照。

罰則は道路交通法が適用され、かつ前述の#危険運転致死傷罪の適用対象となる場合がある。また、道路管理者による場合と比較して、普通自転車に該当しない自転車が通行止め規制対象となる。

#### 道路管理者が設置した場合
- 「特定小型原動機付自転車・自転車専用 (325の2)」は、自転車等（軽車両、農業用小特トラクター[注釈 8]を含む）以外の車両、および歩行者の通行を禁止する。[注釈 9]
- 「自転車等及び歩行者専用 (325の3)」は、特定小型原動機付自転車・自転車等（軽車両、農業用小特トラクター[注釈 8]を含む）以外の車両の通行を禁止する。[注釈 10]
- 「歩行者専用 (325の4)」は、車両の通行を（全面的に）禁止する。歩行者専用道路も参照。

罰則は、上記に違反している者に対する道路法第四十八条の十六による道路管理者の措置命令（道路監理員による現場の指示を含む）に違反した場合にはじめて科される（50万円以下の罰金）。また前述の#危険運転致死傷罪の適用対象外である。

### 通行禁止（道路法46条または交通法8条）

通行止め (301)
車両通行止め (302)
「一方通行（326-A）」
「一方通行（326-B）」
「車両進入禁止（303）」

これらは公安委員会、道路管理者のいずれが設置した場合でも道路標識の実体効果は同じであるが、適用法令が異なる。

#### 公安委員会が設置した場合
罰則は道路交通法が適用され、かつ前述の#危険運転致死傷罪の適用対象となる場合がある。

#### 道路管理者が設置した場合
罰則は、道路法が適用される（直罰規定、6月以下の懲役又は30万円以下の罰金）。また前述の#危険運転致死傷罪の適用対象外である。

## 許可車両専用
「許可車両専用（325の5-A、325の5-B、325の5-C）」。「許可車両（組合せ）専用（325の6）」の道路標識は、 特定車両停留施設であって、道路標識に図示した種類の車両のうち、特定車両停留施設の管理者（道路管理者）の許可を得た車両について停留させる事ができる事を示す規制標識である。特定車両停留施設は道路附属物であるため、道路附属物たる駐車場（道路管理者が設置する道の駅の一部など）などと同様に、道路交通法および道路法に則り適法に進入しただけでは、これらの法令に直罰規定が無いため、これらの法令で直ちに処罰されることはない。そのため、厳密には通行止めの規制標識には当たらない。以上から、許可車両専用の道路標識は、単に図示した種類の車両の特定車両停留施設である事を示すに過ぎず、図示した種類の全ての車両の停留を許可するものではない。
特定車両停留施設においては、車両ごとに道路管理者に申請して停留許可を受けなければ停留してはならず、また許可を受けた者から料金を徴収することができる。無許可、不法に停留させた場合は直罰規定がある（6月以下の懲役又は30万円以下の罰金）。なお、緊急用務中の緊急自動車、道路の管理、維持、改築、修繕または災害復旧に関する工事その他の工事用車両などであって国土交通大臣が定めるものは、許可申請および料金徴収の対象外である。
| 許可車両専用           | 325の5-A | 乗合バスまたは貸切バスの特定車両停留施設であること。 |
| 許可車両専用           | 325の5-B | タクシーの特定車両停留施設であること。               |
| 許可車両専用           | 325の5-C | 事業用貨物自動車の特定車両停留施設であること。       |
| 許可車両（組合せ）専用 | 325の6   | 図示された車両の特定車両停留施設であること。         |

許可車両専用 (325の5-A)
許可車両専用 (325の5-B)
許可車両専用 (325の5-C)
許可車両(組合せ)専用 (325の6)